# Rivière Kâwâcebîyak
Rivière Kâwâcebîyak är ett vattendrag i Kanada.   Det ligger i provinsen Québec, i den sydöstra delen av landet, 500 km norr om huvudstaden Ottawa.
I omgivningarna runt Rivière Kâwâcebîyak växer i huvudsak blandskog. Trakten runt Rivière Kâwâcebîyak är nära nog obefolkad, med mindre än två invånare per kvadratkilometer.